# Густаво Паолуччі
Густаво Паолуччі (ісп. Gustavo Paolucci, 1954) — аргентинський хокеїст на траві та тренер. Увійшов до складу збірної Аргентини на літніх Олімпійських іграх 1976 у Монреалі, де вона посіла 11-те місце. Грав у полі, зіграв 6 матчів і забив 2 голи (по одному у ворота збірних Австралії та Бельгії).